# The Rivingtons
The Rivingtons was een Amerikaanse doowop-groep uit de jaren 1950 en de vroege jaren 1960.

## Bezetting
- Al Frazier
- Carl White († 7 januari 1980)
- John 'Sonny' Harris
- Turner 'Rocky' Wilson jr.

## Carrière
Voordat de groep aan het eind van de jaren 1950 de naam wijzigde in The Rivingtons, hadden de groepsleden reeds meerdere jaren samen onder verschillende namen opgetreden. Tijdens deze periode vonden er bovendien enkele mutaties plaats binnen de groep. Ze traden onder meer op als The Sharps en werkten aan het eind van de jaren 1950 ook mee als achtergrondgroep aan meerdere opnamen van de gitarist Duane Eddy, onder andere bij diens hit Rebel Rouser (1958). Op de single Blau-Wile-Deveest (1956) van de jonge Paul Anka werden de latere Rivingtons-leden als The Jacks gepresenteerd.
Hun eerste eigen hit hadden The Rivingtons met het nummer Papa-Oom-Mow-Mow (1962), die een 48e plaats bereikte in de Amerikaanse hitlijst. Tijdens het daaropvolgende jaar werd de single The Bird's the Word gepubliceerd. Verdere opnamen van de groep konden niet meer evenaren aan het succes van de beide vorige singles.
In 1963 gebruikte de surfrock-groep The Trashmen de beide singles Papa-Oom-Mow-Mow en The Bird's the Word als basis voor hun hitsingle Surfin' Bird, die de 4e plaats bereikte van de Billboard Hot 100. De eerste editie van de single betoonde The Trashmen als auteurs van het nummer, na een gerechtelijke procedure door The Rivingtons werden deze op latere persingen van de Trashmen-single als componisten vermeld.

## Discografie

### Singles
- Papa-Oom-Mow-Mow
- Kickapoo Joy Juice
- Mama-Oom-Mow-Mow (The Bird)
- The Bird's the Word
- The Shaky Bird (Part 1)
- Cherry
- The Weejee Walk

### Albums
- Doin' the Bird